# 24 Pułk Armat Polowych (austro-węgierski)
Pułk Armat Polowych Nr 24 (FKR. 24) – pułk artylerii polowej cesarskiej i królewskiej Armii.

## Historia pułku
W 1914 roku pułk stacjonował w Czeskich Budziejowicach (niem. Budweis) na terytorium 8 Korpusu i wchodził w skład 8 Brygady Artylerii Polowej, a pod względem taktycznym był podporządkowany komendantowi 19 Dywizji Piechoty w Pilźnie.
W sierpniu 1914, w czasie mobilizacji, pułk został włączony w skład nowo sformowanej 9 Brygady Artylerii Polowej należącej do 9 Dywizji Piechoty.
W 1916 roku oddział został przemianowany na Pułk Armat Polowych Nr 9 (numer pułku był tożsamy z numerem brygady i dywizji w skład których wchodził). Równocześnie dotychczasowy Pułk Armat Polowych Nr 30, który wchodził w skład 24 Dywizji Piechoty został przemianowany na Pułk Armat Polowych Nr 24.
W 1918 roku oddział został po raz kolejny przemianowany na Pułk Artylerii Polowej Nr 9.

## Komendanci pułku
- ppłk Joseph Keppelmüller (1894[5] – )
- ppłk Adalbert Nobile de Giorgi (1914[6])